# Anciens thermes de Spa
Les anciens thermes de Spa appelés aussi ancien établissement thermal de Spa ou Bains de Spa sont une construction située dans le centre de la ville de Spa en province de Liège (Belgique). Ils font partie du patrimoine exceptionnel de la Région wallonne depuis le 6 octobre 2016 et du patrimoine mondial de l'UNESCO depuis 2021.

## Localisation
Les anciens thermes se situent en plein centre de Spa. La façade est visible depuis la rue Royale. Les rues de la Poste, Servais et Léopold entourent le bâtiment.

## Historique
Ces thermes sont en réalité les troisièmes construits dans la ville de Spa. 
Un premier établissement public de bains avait été érigé en 1828 sur l'actuelle place de l'hôtel de ville. 
En 1841, un deuxième établissement fut construit Place Royale, à l’emplacement de l’ancien hôtel des Tuileries et de l’ancienne  maison du tourisme situé au bout de la galerie Léopold II, à l’entrée du parc de Sept Heures. Une moyenne de 6 000 bains par an y était donnée.
Sous l'impulsion du bourgmestre Servais, les troisièmes thermes sont inaugurés le 15 août 1868 sur les prairies Lezaack. Il s'agit d'un ensemble hydrothérapique de première classe qui coûta la somme très importante pour l'époque d'1 500 000 de francs belges. Ces thermes accueillirent jusqu'à 167 182 opérations thermales par an (en 1967).
Après 135 années de fonctionnement, ces thermes ferment leurs portes en 2003. Ils sont remplacés par un établissement moderne (les quatrièmes thermes) sur la colline d'Annette et Lubin. Ces nouveaux thermes sont reliés  par un ascenseur incliné au centre de la ville. 
Malgré quelques problèmes dus à la présence de mérule, les thermes de 1868 devraient être réaffectés en résidence hôtelière de luxe afin de protéger cet immeuble incontournable du thermalisme spadois qui se trouve depuis 2021 sur la liste du patrimoine mondial de l'UNESCO parmi les grandes villes d'eaux d'Europe.

## Description
Cet imposant bâtiment comprenant deux étages est construit dans un style néo-Renaissance française sur les plans de l’architecte Léon Suys.
À l'origine, cet établissement comptait 52 cabines de bains avec 54 baignoires, 2 salles de grandes douches à forte pression, 2 grandes salles de douches ordinaires et hydrothérapiques avec bassin d’immersion, 2 salles d’hydrothérapie proprement dite, 2 salles pour douches en cercle, douches de siège et pour bains de pieds à eau courante ainsi que 2 plongeons. Par la suite, de nombreuses modifications ont été opérées dans un souci de modernisation de l'établissement.
Charles-Henri Thorelle fut chargé de la taille et de la sculpture des pierres de France. Les statues de la façade et des côtés sont les œuvres de Jacques Van Omberg et des frères Van Den Kerkhove. Le vestibule d'entrée et les salons de repos ont été décorés par le peintre Carpey.
Les façades intérieures (sur cour) et extérieures ainsi que le perron d'accès et le hall d'entrée sont repris sur la liste du patrimoine immobilier classé de Spa et font partie des biens inscrits à la liste du patrimoine immobilier exceptionnel de la Wallonie. Les thermes ne se visitent pas.

## Galerie

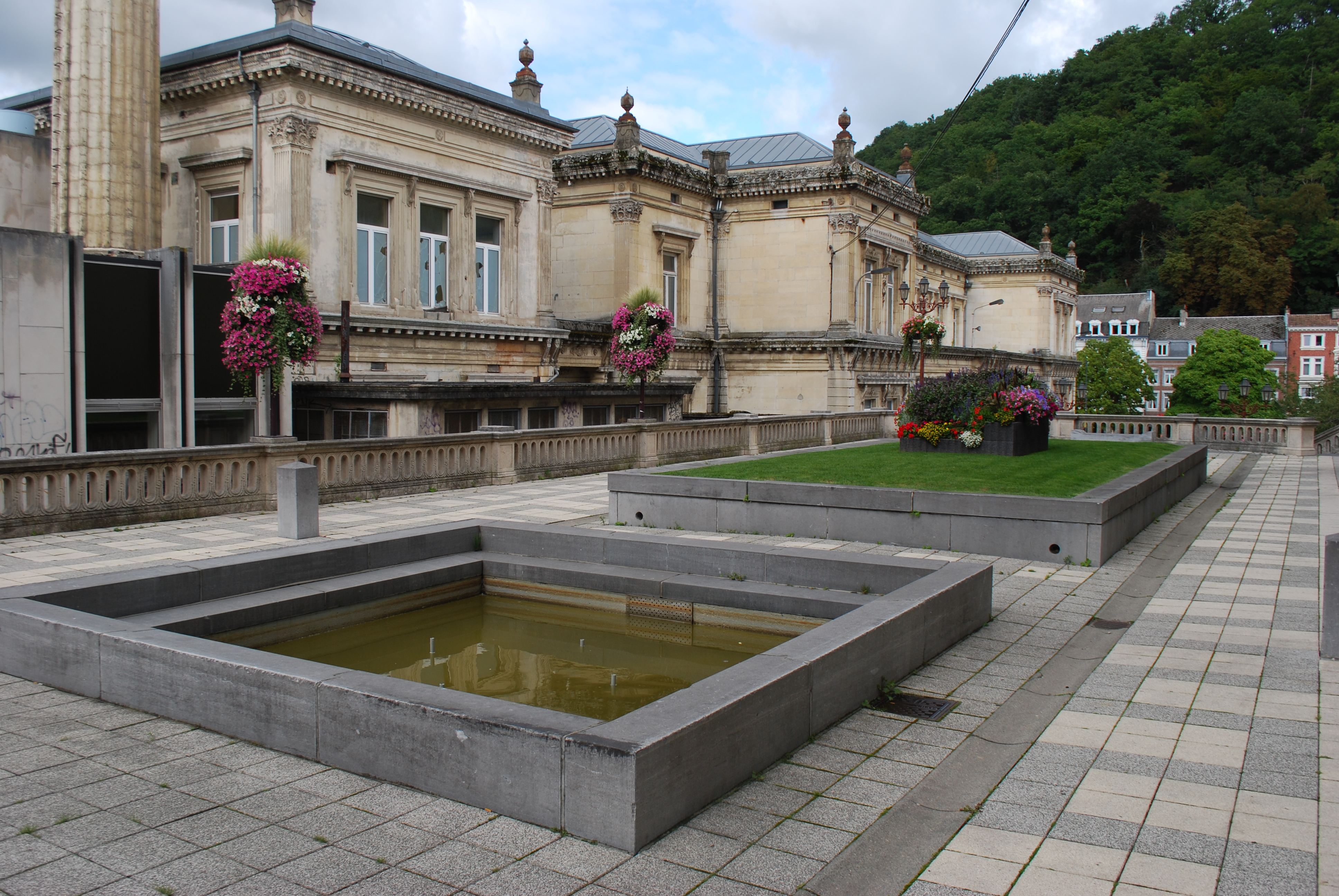
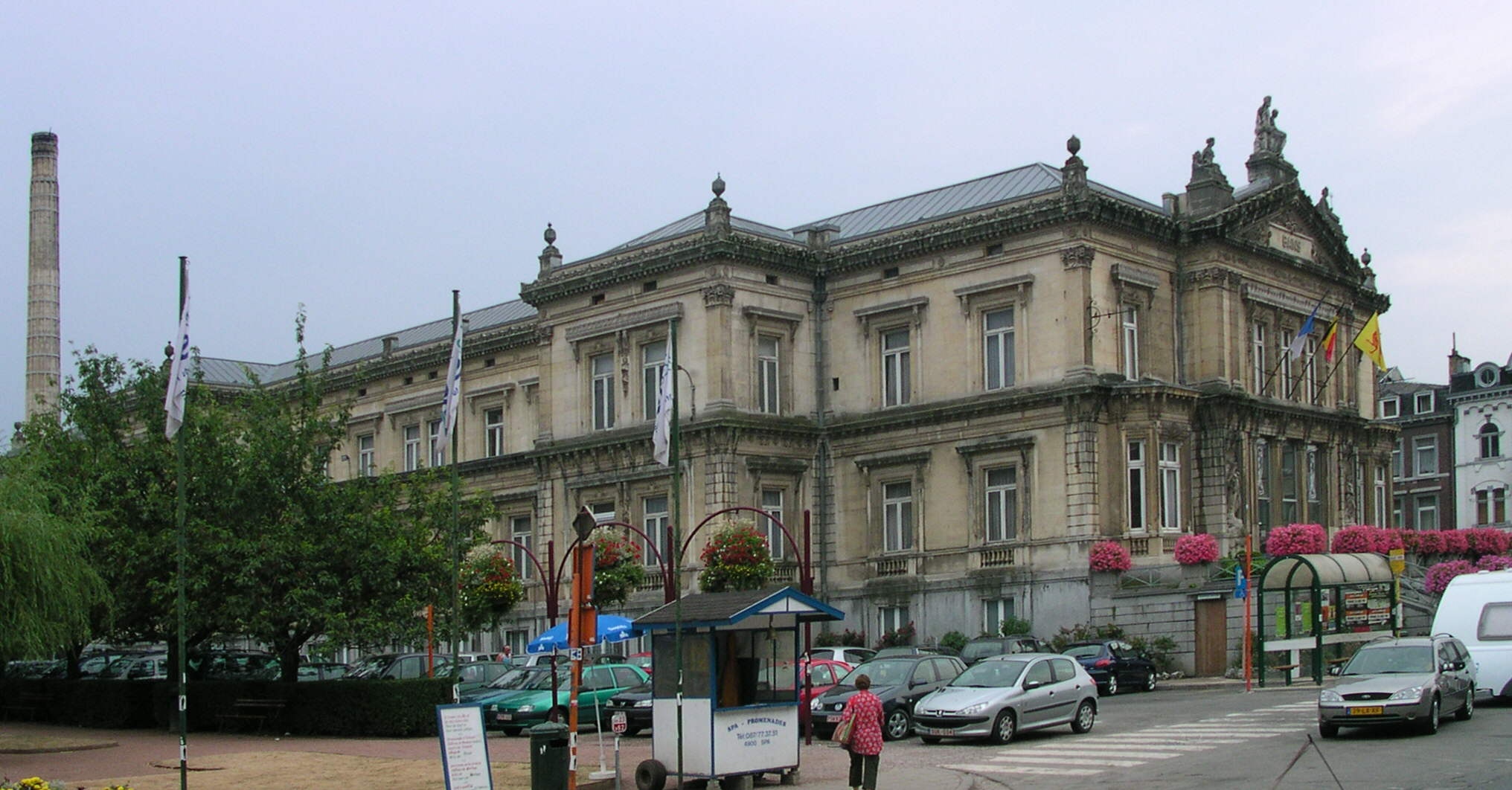
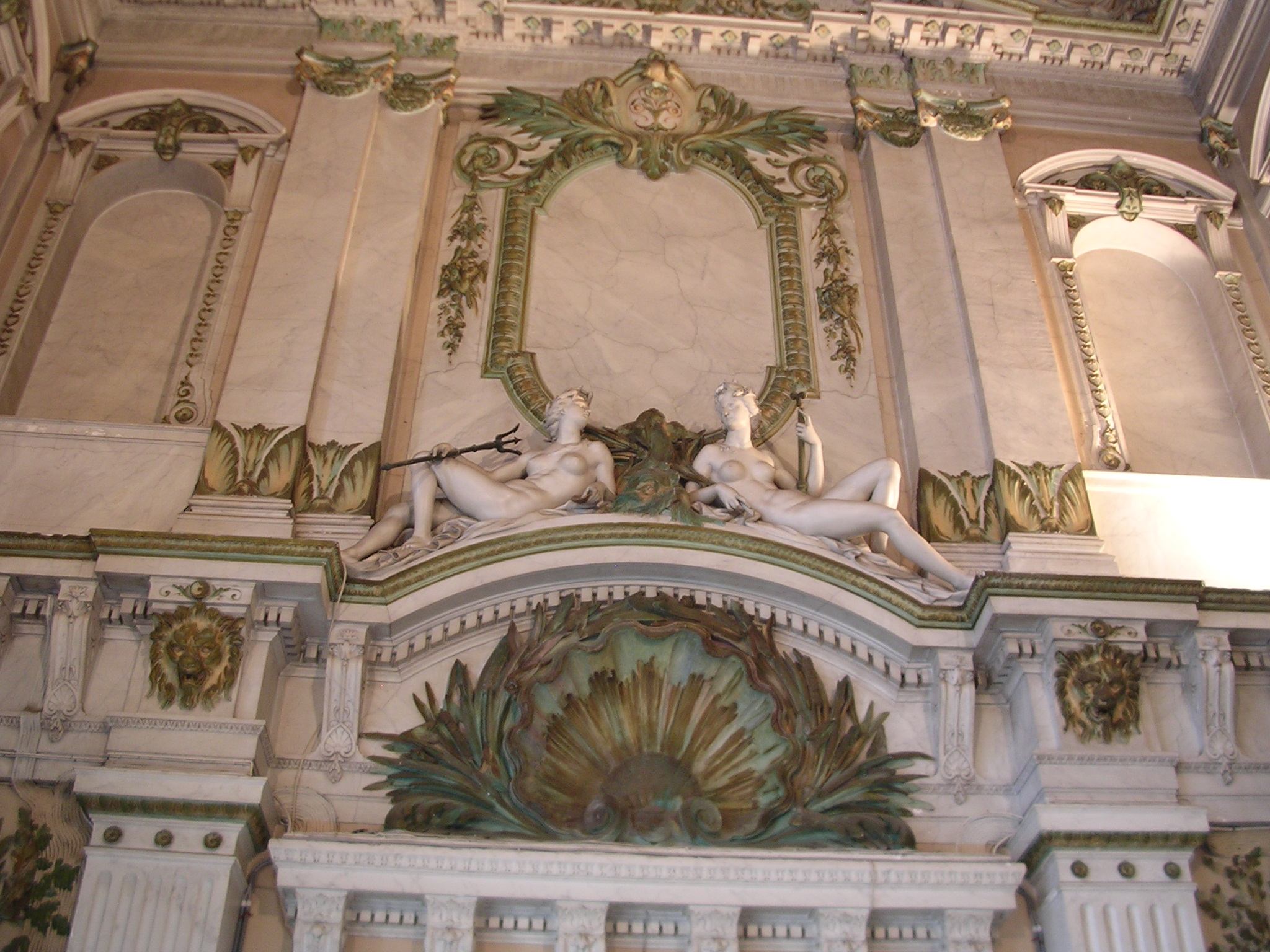
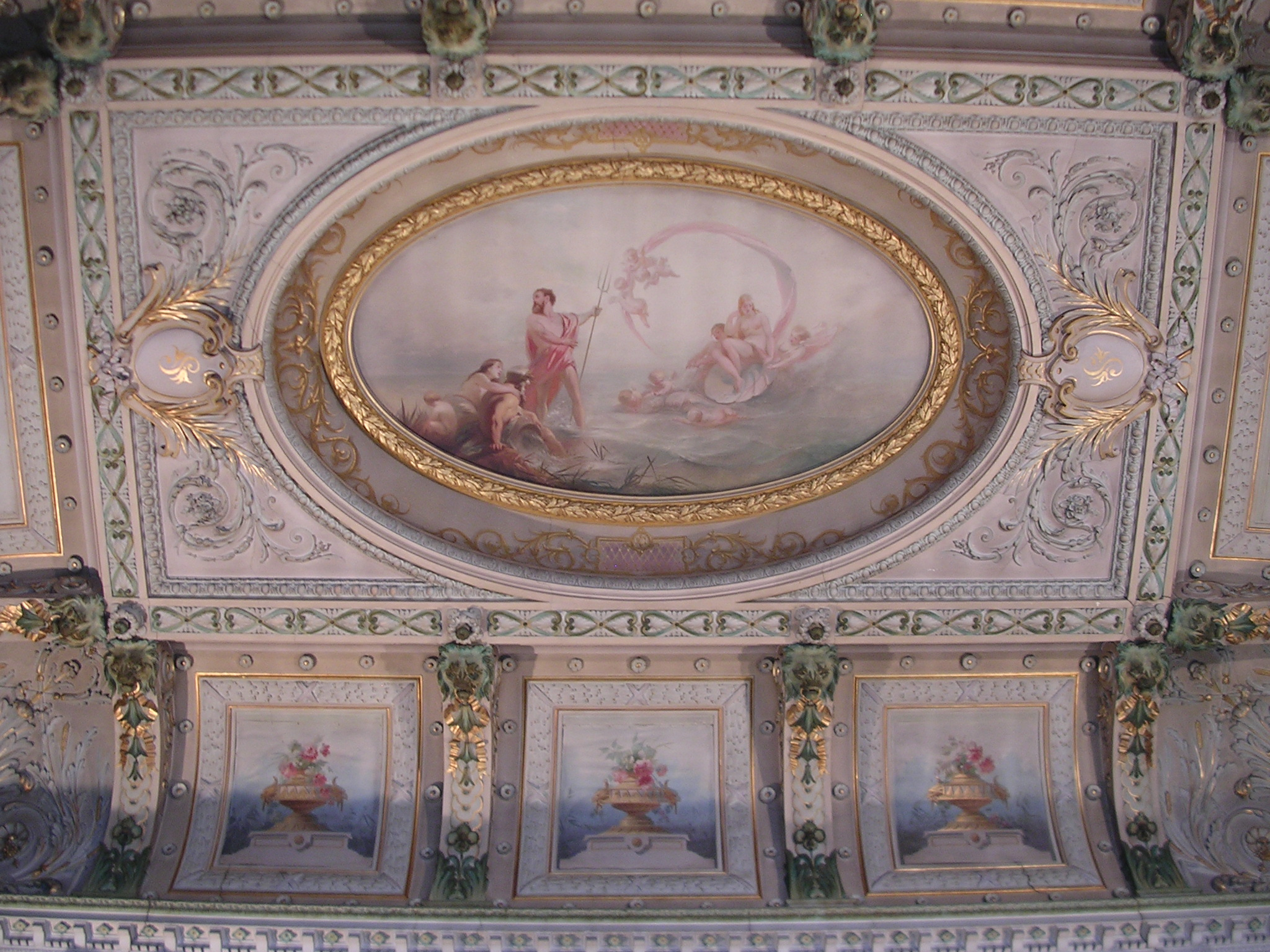

### Sources et liens externes
- « Les thermes : passé du thermalisme spadois », sur sparealites.be (consulté le 18 mai 2023)